# 萨参议员镇
萨参议员镇是巴西塞阿拉州的一个市镇。总面积430.58平方公里，总人口6270人，人口密度14.6人/平方公里。